# Sun of Goldfinger
Sun of Goldfinger je kolaborativní studiové album amerických hudebníků Davida Torna, Tima Berna a Chese Smithe. Vydala jej 1. března 2019 společnost ECM Records na CD a gramofonové desce (gramofonová deska však obsahovala pouze dvě ze tří skladeb). Všechny tři skladby dosahují délky přes 20 minut. Kromě ústředního tria se na albu podíleli i další hudebníci, například Craig Taborn a smyčcové kvarteto Scorchio Quartet.

## Seznam skladeb
| Pořadí | Název                  | Autor                             | Délka |
| ------ | ---------------------- | --------------------------------- | ----- |
| 1.     | Eye Meddle             | David Torn, Tim Berne, Ches Smith | 23:55 |
| 2.     | Spartan, Before It Hit | David Torn                        | 22:10 |
| 3.     | Soften the Blow        | David Torn, Tim Berne, Ches Smith | 22:50 |

## Obsazení
- David Torn – elektrická kytara, smyčky, elektronika
- Tim Berne – altsaxofon
- Ches Smith – bicí, tanbou, elektronika

Ve skladbě „Spartan, Before It Hit“ dále hráli:
- Craig Taborn – klavír, elektronika
- Mike Baggetta – kytara
- Ryan Ferreira – kytara
- Scorchio Quartet
  - Martha Mooke – viola
  - Amy Kimball – housle
  - Rachel Golub – housle
  - Leah Coloff – violoncello